# Gorzeń Górny
Gorzeń Górny – wieś w Polsce administracyjnie należąca do województwa małopolskiego, powiatu wadowickiego i gminy Wadowice.

## Położenie
Wieś jest położona na lewym brzegu rzeki Skawy, na skraju Beskidu Małego, u podnóża Iłowca (477 m), stanowiącego najwyżej położony punkt wsi. Graniczy z miejscowościami: Ponikiew, Jaroszowice, Zawadka i Gorzeń Dolny.
Przez sołectwo Gorzeń Górny przebiega odcinek drogi krajowej nr 28 (Zator – Medyka). Od tej drogi odgałęziają się drogi powiatowe nr 04-250 Gorzeń Górny – Koziniec oraz nr 04-251 Gorzeń Górny – Ponikiew.
Obszar Gorzenia Górnego obejmuje 202 ha. Przeważają użytki rolne (55% powierzchni). Lasy i grunty leśne stanowią 36% powierzchni miejscowości.
Gorzeń Górny zamieszkują 282 osoby (2008).
W latach 1975–1998 miejscowość administracyjnie należała do województwa bielskiego.

## Historia
Pierwsza wzmianka o wsi pochodzi z 1419 roku, choć jej teren był prawdopodobnie zamieszkały już znacznie wcześniej. Miejscowa tradycja lokuje na wzgórzu Grapa, zwanym też „Grodziskiem”, pozostałości grodziska, pochodzącego być może z okresu kultury łużyckiej. Nie zachowały się żadne ślady umocnień. W latach 20. XX w. w tym rejonie znaleziono ułamki naczyń glinianych z przełomu er.
W XVI wieku Gorzeń Górny stanowił własność Gorzeńskich herbu Topór, a w XVII wieku księdza Głogurskiego i Biberstein-Starowieyskich. W 1725 r. Franciszek Starowieyski sprzedał go Skorupkom-Padlewskim. Od 1792 roku był własnością Jakuba Littmana Hupperta, który wybudował tu klasycystyczny dworek. Od wnuków Hupperta kupiła go Eleonora Czerniczkowa, która z kolei w 1883 roku sprzedała go profesorowi gimnazjum w Wadowicach Tytusowi Zegadłowiczowi. Po nim odziedziczył go syn Emil Zegadłowicz, który rozsławił wioskę zarówno za sprawą własnej twórczości literackiej, jak i założonej w Gorzeniu Górnym grupy artystycznej „Czartak”. Do dworku Zegadłowiczów przyjeżdżało wówczas (lata 20. i 30. XX wieku) wielu artystów, publicystów i uczestników polskiego życia publicznego, aby dyskutować, tworzyć i wypoczywać.

## Zabytki
Obiekt wpisany do rejestru zabytków nieruchomych województwa małopolskiego.
- Dwór, park.

## Zasoby turystyczne i przyrodnicze
- dworek (XVIII w.) otoczony starym parkiem, mieszczący do grudnia 2017 Muzeum Emila Zegadłowicza poety, dramaturga i mecenasa kultury
- Klecza Górna – Gorzeń Górny – Bliźniaki – Inwałd
- Wadowice – Gorzeń Górny – PKS Czartak
- dwa pomniki przyrody ożywionej:
  - lipa drobnolistna o obwodzie pnia 300 cm
  - wiąz pospolity o obwodzie pnia 430 cm